# No te mueras sin decirme adónde vas
No te mueras sin decirme adónde vas es una película de Argentina en colores  dirigida por Eliseo Subiela según su propio guion que se estrenó el 15 de junio de 1995 y que tuvo como principales intérpretes a Darío Grandinetti, Mariana Arias, Oscar Martínez y Mónica Galán.

## Reparto
Intervinieron en el filme los siguientes intérpretes:
- Darío Grandinetti …Leopoldo
- Mariana Arias …Raquel
- Oscar Martínez…Oscar
- Mónica Galán …Susana
- Tincho Zabala …Don Mario
- Leonardo Sbaraglia …Pablo
- James Murray … William K.L. Dickson
- Ricardo Fasán …Edison
- Sandra Ballesteros …Mujer
- Nacha Guevara
- Sandra Sandrini …Melba
- Jairo …Voz del robot
- Lidia Catalano
- Miguel Forza de Paul
- Juan Carlos Velázquez
- Manuel Cruz	...	Padre de Leopoldo
- Vando Villamil …	Padre de Leopoldo  (joven)
- Alicia Schilman …Madre de Leopoldo (joven)
- Mauro Iván Palermo … Leopoldo (niño)
- Elvira Onetto	...	Mujer en la fábrica
- Camila Cabral	...	Hija de Leopoldo (5 años)
- Matías Hareza	...	Hija de Leopoldo (bebé)
- Candela Balbuena	...	Hija de Leopoldo (11 meses)
- Anabel Cherubito	...	Mujer del sueño erótico
- Jacobo Aisemberg	...	Hombre
- Jorge García Cozzi	...	Barman
- Susana Serebrenik	...	1° clienta
- Eliseo Subiela
- Susana Di Gerónimo

## Premios y nominaciones
Asociación de Cronistas Cinematográficos de la Argentina, premios Cóndor de Plata 1996
- Tincho Zabala ganador del Premio al Mejor Actor de Reparto.
- Pedro Aznar ganador del Premio a la Mejor Música
- Mariana Arias: nominada al Premio a la Mejor Revelación Femenina
- Hugo Colace: nominado al Premio a la Mejor Fotografía.
- Margarita Jusid: nominada al Premio a la Mejor Dirección Artística)

Festival de Cine Internacional de Chicago, 1995
Eliseo Subiela: nominado al Primer Premio a la Mejor Dirección 
Festival de Cine Internacional de Friburgo, 1996
Eliseo Subiela: ganador del Gran Premio 
Festival de Cine de Montreal, 1995
Eliseo Subiela: Ganador del Premio del Púbico
Festival de Cine Internacional Sitges - Catalonian 1995
Eliseo Subiela: ganador del Premio a la Mejor Película